# インターコンチネンタル取引所
インターコンチネンタル取引所（インターコンチネンタルとりひきじょ、英: Intercontinental Exchange, ICE）は、アメリカに本社がある取引所グループ。ニューヨーク証券取引所、ICE Futures U.S.、ICE Futures Europe、ICE Futures Canadaなどの取引所を傘下に持つ。創業は2000年5月11日で12の取引所を傘下に持つ。

## 沿革
2001年にロンドン国際石油取引所を買収した。
2007年1月にニューヨーク商品取引所を買収した。
2007年にウィニペグ商品取引所を5000万カナダドルで買収した。
2013年11月にニューヨーク証券取引所の親会社であるNYSEユーロネクストを買収した。

## 参照
1. ↑  “US SEC: Form 10-K Intercontinental Exchange, Inc.”.  U.S. Securities and Exchange Commission. 2020年2月6日閲覧。
2. ↑  ICE Futures US | Futures Exchange for Softs, Power, FX & Equity Index
3. ↑  London's IPE announces takeover by Internet ICE | Energy – Gulf News
4. ↑  ICE expects NYBOT merger to close in mid-January | ロイター
5. ↑  ウィニペグ商品取引所、米ＩＣＥによる買収を承認 | ロイター
6. ↑  ICE、NYSEユーロネクスト買収を完了 - WSJ